# زندگی‌کن و بگذار بمیرند (رمان)
زندگی‌کن و بگذار بمیرند (به انگلیسی: Live and Let Die) دومین رمان از مجموعه رمان‌های جیمز باند نوشته ایان فلمینگ است که در ۵ آوریل ۱۹۵۴ میلادی توسط انتشارات جاناتان کیپ در بریتانیا منتشر شد. فلمینگ این رمان را در اقامتگاه شخصی خود در ملک گلدن‌آی، واقع در جامائیکا و پیش از انتشار رمان کازینو رویال (۱۹۵۳) نوشت. داستان این رمان در لندن، ایالات متحدهٔ آمریکا و جامائیکا جریان دارد و بخش زیادی از فضای آن برگرفته از تجربیات فلمینگ در سفر به آمریکا و آشنایی او با جامائیکاست.
داستان رمان زندگی کن و بگذار بمیرند حول تلاش جیمز باند برای دستگیری جنایتکاری با نام مستر بیگ می‌گردد که با شبکه خلافکاری آمریکا، پیروان آیین وودو و سازمان ضدجاسوسی شوروی در ارتباط است و همه این‌ها تهدیدی برای جهان غرب محسوب می‌شوند. باند در خاک آمریکا درگیر مأموریتی می‌شود و پی می‌برد که مستر بیگ سکه‌های طلای قرن هفدهم را به‌صورت قاچاق از مستعمرات سابق بریتانیا در منطقه کارائیب وارد ایالات متحدهٔ آمریکا می‌کند. این رمان به موضوعاتی چون کشمکش شرق و غرب در دوران جنگ سرد، روابط بریتانیا و آمریکا، جایگاه بریتانیا در جهان، مسائل نژادی و تقابل خیر و شر می‌پردازد.
رمان زندگی کن و بگذار بمیرند همانند کازینو رویال با استقبال خوبی از سوی منتقدان روبه‌رو شد. چاپ نخست آن با ۷۵۰۰ نسخه به سرعت به فروش رفت و در همان سال چاپ دوم آن هم سفارش داده شد. اما سرعت فروش این رمان در ایالات متحدهٔ آمریکا، که یک سال بعد منتشر شد، بسیار کندتر بود. در سال ۱۹۵۹-۱۹۵۸، اقتباس از این رمان به صورت داستان مصور توسط جان مک‌لاسکی در روزنامه دیلی اکسپرس منتشر شد. شرکت ایون پروداکشنز نیز در سال ۱۹۷۳، هشتمین فیلم از مجموعهٔ فیلم‌های جیمز باند را با اقتباس از همین رمان ساخت. این فیلم نخستین حضور راجر مور در نقش جیمز باند بود. عناصر مهمی از داستان این رمان هم بعداً در فیلم‌های فقط برای چشمان تو (۱۹۸۱) و جواز قتل (۱۹۸۹) مورد استفاده قرار گرفتند.

## خلاصهٔ داستان
مامور سرویس مخفی بریتانیا، جیمز باند، از سوی مافوق خود، M، به شهر نیویورک فرستاده می‌شود تا درباره‌ی "آقای بیگ"، با نام واقعی بوناپارت ایگنیس گالیا، تحقیق کند. هدف باند، یک مامور سازمان ضدجاسوسی شوروی، اسمِرش، و یک رهبر وودوی دنیای زیرین است که مظنون به فروش سکه‌های طلای قرن هفدهم برای تامین مالی عملیات جاسوسی شوروی در آمریکا است. این سکه‌های طلا در بخش هارلم شهر نیویورک و در فلوریدا ظاهر شده‌اند و گمان می‌رود بخشی از گنجینه‌ای باشند که توسط دزد دریایی، هنری مورگان، در جامائیکا دفن شده است.
در نیویورک، باند با همتای خود در سازمان سیا، فلیکس لایتر، ملاقات می‌کند. این دو از برخی از کلوپ‌های شبانه‌ی آقای بیگ در هارلم بازدید می‌کنند، اما دستگیر می‌شوند. باند توسط آقای بیگ مورد بازجویی قرار می‌گیرد، کسی که از کارمند پیشگوی خود، سولیتیر (که نامش به این دلیل است که مردان را از زندگی خود حذف کرده است)، استفاده می‌کند تا تشخیص دهد آیا باند راست می‌گوید یا خیر. سولیتیر به آقای بیگ دروغ می‌گوید و داستان پوششی باند را تایید می‌کند. آقای بیگ تصمیم می‌گیرد باند و لایتر را آزاد کند و یکی از انگشتان باند را می‌شکند. هنگام خروج، باند چندین نفر از افراد آقای بیگ را می‌کشد؛ لایتر با کمترین آسیب فیزیکی توسط یکی از اعضای باند آزاد می‌شود، کسی که به دلیل علاقه‌ی مشترک به موسیقی جاز با او همدردی می‌کند.
سولیتیر بعداً آقای بیگ را ترک می‌کند و با باند تماس می‌گیرد؛ این زوج با قطار به سنت پترزبورگ، فلوریدا، سفر می‌کنند، جایی که با لایتر ملاقات می‌کنند. در حالی که باند و لایتر در حال شناسایی یکی از انبارهای آقای بیگ هستند که برای نگهداری ماهی‌های عجیب و غریب استفاده می‌شود، سولیتیر توسط افراد آقای بیگ ربوده می‌شود. لایتر بعداً به تنهایی به انبار بازمی‌گردد، اما یا دستگیر و طعمه‌ی کوسه‌ها می‌شود یا فریب می‌خورد تا روی یک در تله بالای تانک کوسه بایستد و از آنجا سقوط کند؛ او زنده می‌ماند، اما یک دست و یک پا را از دست می‌دهد. باند او را در خانه‌ی امنشان با یادداشتی سنجاق شده به سینه‌اش پیدا می‌کند: "او با چیزی که او را خورد مخالف بود." سپس باند خودش در انبار تحقیق می‌کند و متوجه می‌شود که آقای بیگ سکه‌های طلا را با پنهان کردن آن‌ها در کف تانک‌های ماهی حاوی ماهی‌های گرمسیری سمی که به ایالات متحده می‌آورد، قاچاق می‌کند. او در انبار مورد حمله "رابِر"، تفنگدار آقای بیگ، قرار می‌گیرد و در تیراندازی حاصل، باند رابِر را فریب می‌دهد و باعث می‌شود او به داخل تانک کوسه بیفتد.
باند ماموریت خود را در جامائیکا ادامه می‌دهد، جایی که با یک ماهیگیر محلی به نام کوارل و جان استرنگ‌ویز، رئیس ایستگاه محلی MI6، ملاقات می‌کند. کوارل به باند آموزش غواصی در آب‌های محلی را می‌دهد. باند در آب‌های پر از کوسه و باراکودا شنا می‌کند تا به جزیره‌ی آقای بیگ برسد و موفق می‌شود یک مین چسبان را به بدنه‌ی قایق تفریحی او بچسباند قبل از اینکه بار دیگر توسط آقای بیگ دستگیر شود. باند با سولیتیر دوباره متحد می‌شود؛ صبح روز بعد، آقای بیگ این زوج را به یک طناب پشت قایق تفریحی خود می‌بندد و قصد دارد آن‌ها را روی صخره‌های مرجانی کم‌عمق و به داخل آب‌های عمیق‌تر بکشد تا کوسه‌ها و باراکوداهایی که با تغذیه‌ی منظم به آن منطقه جذب کرده است، آن‌ها را بخورند.
باند و سولیتیر نجات می‌یابند زیرا مین چسبان ثانیه‌هایی قبل از اینکه آن‌ها را روی صخره بکشند منفجر می‌شود. اگرچه آن‌ها به طور موقت بر اثر انفجار بیهوش شده و روی مرجان‌ها زخمی شده‌اند، اما توسط صخره از انفجار محافظت می‌شوند و باند می‌بیند که آقای بیگ، که از انفجار جان سالم به در برده است، توسط کوسه‌ها و باراکوداها کشته می‌شود.

## پس‌زمینه
ایان فلمینگ، به‌عنوان یک روزنامه‌نگار بریتانیایی، اولین رمان خود را با عنوان کازینو رویال طی ماه‌های ژانویه تا مارس سال ۱۹۵۲ میلادی در اقامتگاه شخصی‌اش واقع در ملک گلدن‌آی در جامائیکا نوشت. با فروش تمام نسخه‌های جلد سخت این رمان تا تاریخ ۱۳ آوریل ۱۹۵۳ در بریتانیا، انتشارات جاناتان کیپ مجاب شد تا با فلمینگ قراردادی برای نوشتن سه رمان دیگر از مجموعه جیمز باند ببند. چهار ماه پیش از انتشار رسمی رمان کازینو رویال در ژانویه ۱۹۵۳، فلمینگ حتی اطلاعات لازم برای نگارش دومین رمان خود را جمع‌آوری و متن داستان آن را هم تکمیل کرده بود.
او و همسرش ابتدا به نیویورک پرواز کردند؛ سپس با قطاری به نام سیلور میتیور به سنت پترزبورگ در فلوریدا رفتند و از آن‌جا راهی جامائیکا شدند. مسیر این سفر دقیقاً همان مسیری بود که فلمینگ در ژوئیه ۱۹۴۳ همراه با دوستش ایوار برایس در نخستین سفر خود به جامائیکا طی کرده بود. فلمینگ وقتی با همسرش به اقامتگاه گلدن‌آی رسید، نگارش دومین رمان جیمز باند را آغاز کرد. او در ماه مه ۱۹۶۳، مقاله‌ای برای مجله بوکز و بوک‌من نوشت و شیوه نویسندگی خود را چنین توصیف کرد: «صبح‌ها حدود سه ساعت می‌نویسم... و بین شش تا هفت عصر، یک ساعت دیگر. هیچ‌چیز را اصلاح نمی‌کنم و هرگز به عقب برنمی‌گردم تا ببینم چه نوشته‌ام... با پیروی از فرمول من، روزانه ۲۰۰۰ کلمه می‌نویسید».
درست مثل رمان کازینو رویال، فلمینگ نسخه اولیه این رمان را هم برای دوست نویسنده‌اش، ویلیام پلومر، فرستاد. پلومر واکنش مثبتی به داستان داشت و به فلمینگ گفت: «کتاب جدید مثل مین چسبان، خواننده را درگیر خودش کرد و پایان‌بندی‌اش تکان‌دهنده بود». در ماه مه ۱۹۵۳، فلمینگ طی پنج روزی که در کشتی ملکه الیزابت برای سفر به ایالات متحدهٔ آمریکا گذراند، به ویرایش نسخه چاپی رمانش پرداخت. او قصد داشت این کتاب را جدی‌تر از رمان نخست بنویسد و در ابتدا حتی به این فکر بود که داستان را به نوعی تأمل درباره ماهیت شر تبدیل کند. عنوان اولیه رمان — باد مرده‌شوی — نیز بازتاب همین نگاه است. این باد که یکی از بادهای معروف جامائیکاست و گفته می‌شود «تمام هوای آلوده را از جزیره بیرون می‌برد»، قرار بود به‌عنوان استعاره در داستان به‌کار رود. 
به اعتقاد دانیل فرراس ساووی (منتقد ادبی)، عنوان رمان‌های فلمینگ چه به‌صورت مستقل و چه در کنار یکدیگر از معنا و اهمیت برخوردارند. او می‌نویسد که عنوان زندگی کن و بگذار بمیرند یک ضرب‌المثل گروهی و مثبت را به معنایی کاملاً برعکس تبدیل کرده و به‌جای پیام همدلی و برادری، دیدگاهی مادی‌گرایانه، فردگرایانه و روشن‌فکرانه القا می‌کند. این تعبیر با خط داستانی رمان نیز هم‌خوانی دارد؛ جایی که باند نظم را برقرار می‌کند؛ نظمی که جهان در نبود آن، به‌سرعت به واقعیتی وحشی و ویران تبدیل می‌شود؛ همان جهانی که [توماس] هابز از آن می‌ترسید و [مارکی] دو ساد آن را ستایش می‌کرد.
اگرچه فلمینگ در رمان‌هایش هیچ تاریخی ذکر نکرده، دو نویسنده با توجه به رویدادها و موقعیت‌های موجود در مجموعه داستان‌های جیمز باند، جدول زمانی متفاوت ارائه داده‌اند. جان گریسولد و هنری چنسلر — که هر دو با انتشارات ایان فلمینگ کتاب نوشته‌اند — زمان وقوع داستان زندگی کن و بگذار بمیرند را سال ۱۹۵۲ دانسته‌اند. با این حال، گریسولد دقیق‌تر عمل کرده و معتقد است که داستان در ماه‌های ژانویه و فوریه آن سال اتفاق افتاده است.

## گسترش داستان